# Juan Francisco de Vidal
Juan Francisco de Vidal (Supe, 2 avril 1800 - Lima, 23 septembre 1863), est un militaire et homme d'État péruvien. Il est brièvement président de la République du 17 octobre 1842 au 15 mars 1843.